# Mannequin 2 – Der Zauber geht weiter
Mannequin 2 – Der Zauber geht weiter ist eine US-amerikanische Fantasy-Filmkomödie aus dem Jahr 1991 und die Fortsetzung zu Mannequin. Regie führte Stewart Raffill und das Drehbuch wurde von Michael Gottlieb und Edward Rugoff verfasst, wobei Gottlieb schon das Drehbuch des ersten Teils geschrieben hatte.

## Handlung
Prinz William liebt das mittellose Bauernmädchen Jessie, doch die Mutter des Prinzen und Königin des Königreiches Hauptmann-König ist gegen die Verbindung der beiden. Doch die Liebe zu seiner Jessie ist stärker, und so möchte der Prinz mit seiner Auserwählten außer Landes flüchten, um zu heiraten und ein gemeinsames Leben aufzubauen. Bei der Flucht werden die beiden von den Wachen der Königin gestellt und das Paar wird während des Kampfes getrennt. Als die Lage zu eskalieren droht, erscheint die Königin mit Gefolge und einem Zauberer, der dem Bauernmädchen ein goldenes und mit Juwelen besetztes Collier anbietet. Der Prinz möchte es seiner Liebsten als Zeichen seiner immer währenden Liebe schenken und bemerkt jedoch zu spät, dass das Collier verflucht war, denn seine Jessie wird durch das Collier zu einer Schaufensterpuppe und muss für 1000 Jahre in dieser Gestalt bleiben, bis sie die wahre Liebe gefunden hat.
1000 Jahre später: Der junge Jason Williamson tritt seinen ersten Arbeitstag in dem Einkaufszentrum „Prince & Company“ an, als Assistent des exzentrischen aber liebenswerten Hollywood Montrose. Für eine Veranstaltung zu Ehren des Königreiches Hauptmann-König soll nun die als das „verzauberte Bauernmädchen“ bekanntgewordene Jessie in das Einkaufszentrum gebracht werden, und schon bei der ersten Begegnung zwischen Jason und Jessie erweckt dieser sie aus Versehen zum Leben, indem er ihr das Collier abnimmt. Jessie erkennt in dem jungen Jason sofort ihren Prinz William wieder (beide von Ragsdale gespielt) und die beiden gehen gemeinsam etwas essen und in einen Club tanzen. Auch Jason fühlt sich von der faszinierenden Schönheit, die ihm immer wieder ihre Liebe beteuert, sofort angezogen und verliebt sich in sie. Sie übernachtet bei ihm und am nächsten Tag zieht sie, im Unklaren darüber, was passieren wird, wieder das Collier an und wird daraufhin wieder zu der verzauberten Schaufensterpuppe. Jason, der nichts von dem verzauberten Collier ahnt, befürchtet schon, den Verstand verloren zu haben, und bringt die Puppe zurück in das Einkaufszentrum.
Der Graf und Nachkomme des Zauberers hegt indessen ganz andere Pläne und plant, die verzauberte Jessie zurückzuverwandeln und zu heiraten. Er ahnt noch nicht, dass Jason Jessie bereits in ihrer wahren Gestalt gesehen und sich in sie verliebt hat. Durch einen Zufall sieht Hollywood die von Jason ins Einkaufszentrum zurückgebrachte Jessie und probiert ihr Collier an, woraufhin er zur Puppe und sie wieder lebendig wird. Sie begibt sich auf eine Einkaufstour durch das Gebäude und verändert auch ihr Aussehen durch eine neue Frisur und neue Kleider. Jason trifft wieder auf Jessie in dem Moment, als der Graf in Jason den Prinzen von damals wiedererkennt. Jessie flüchtet mit einem gestohlenen Gokart zu Jason nach Hause, wo die beiden sich wieder sehen und planen, gemeinsam unterzutauchen.
Der Graf kommt ihnen jedoch zuvor und legt Jessie erneut das Collier um. Jason, der wegen Diebstahls gerade von der Polizei abgeführt wird, erkennt, dass das verfluchte Collier an allem schuld ist, und versucht, sich gegen die Verhaftung zu wehren. Der Versuch bleibt erfolglos, und Jason kommt ins Gefängnis. Dort wird er schließlich von seiner Mutter und Hollywood durch einen Trick gerettet, und die drei schleichen sich, als Fernsehreporter verkleidet, auf die Veranstaltung von „Prince & Company“. Dort kommt es zum großen Showdown zwischen dem Prinzen und dem Grafen, woraufhin dieser mit Jessie auf das Dach flüchtet, wo schon ein Heißluftballon wartet, um den Grafen wegzubringen. Jason gibt jedoch nicht auf und schafft es, sich an einem Seil festzuhalten und daran hochzuklettern. Es kommt erneut zum Kampf, in dessen Verlauf Jessie das Collier entwendet und dem Grafen anzieht und ihn somit für 1000 Jahre verflucht. Der Prinz und die Prinzessin sind nun endlich glücklich vereint, und es kommt zur Hochzeit.

## Kritik
Das Lexikon des internationalen Films urteilte, dass der Film ein „Routine-Produkt“ sei. „[D]ie märchenhaft-romantische Grundstimmung“ würde „auf Kosten billiger Gags zerstört“ werden, indem der Film „in der Personenzeichnung oft die Grenze zur Geschmacklosigkeit überschreitet“.